# Eremobates titschacki
Eremobates titschacki är en spindeldjursart som först beskrevs av Roewer 1934.  Eremobates titschacki ingår i släktet Eremobates och familjen Eremobatidae. Inga underarter finns listade i Catalogue of Life.